# Лозовський сільський округ
Лозовськи́й сільський округ (каз. Лозовое ауылдық округі, рос. Лозовский сельский округ) — адміністративна одиниця у складі Успенського району Павлодарської області Казахстану. Адміністративний центр та єдиний населений пункт — село Лозове.
Населення — 1453 особи (2021; 1594 у 2009, 2920 у 1999, 4514 у 1989).
Станом на 1989 рік існувала Лозовська сільська рада (села Єкатеринославка, Лозове), Каратайська сільська рада (село Каратай) та Богатирська сільська рада (села Богатир, Покровка). Село Єкатеринославка було ліквідоване 2017 року. 2018 року до складу округу була включена територія ліквідованих Богатирської сільської адміністрації та Каратайської сільської адміністрації.

## Склад
До складу округу входять такі населені пункти:
| Населений пункт       | Старі назви | Населення, осіб (1989) | Населення, осіб (1999) | Населення, осіб (2009) | Населення, осіб (2021) |
| --------------------- | ----------- | ---------------------- | ---------------------- | ---------------------- | ---------------------- |
| Богатир, село         | -           | 1136                   | 750                    | 339                    | 260                    |
| Єкатеринославка, село | -           | 435                    | 287                    | 9                      | -                      |
| Каратай, село         | -           | 1280                   | 796                    | 415                    | 395                    |
| Лозове, село          | -           | 1641                   | 1087                   | 831                    | 798                    |
| Покровка, село        | -           | 22                     | -                      | -                      | -                      |